# Levi (priimek)
Levi je priimek več osebnosti:
- Claude Lévi-Strauss, francoski etnolog (1908–2009)
- Ijahman Levi, jamajški pevec (* 1946)
- Mark Lazarevič Levi (ps. Mihail Agejev), ruski pisatelj judovskega rodu (1898–1973)
- Moni Levi, bosanskohercegovski vojaški zdravnik in general (1896–1986)
- Norman Levi Bowen, kanadski petrolog (1887–1956)
- Primo Levi, italijanski kemik, patizan in pisatelj (1919–1987)
- Rita Levi-Montalcini, italijanska nevrologinja (1909–2012)
- Tullio Levi-Civita, italijanski matematik (1873–1941)
- glej tudi priimke Lévy, Levy, Löwy, Levin, Levinas, Levias, Levine (James Levine), Levinski itd.